# وانگ منجی
وانگ منجی (انگلیسی: Wang Mengjie؛ زادهٔ ۱۴ نوامبر ۱۹۹۵) بازیکن والیبال اهل چین است.